# Mod proxy
mod_proxy是Apache HTTP 服务器的一个可选模块。 
该模块为 Apache 实现了代理、网关或缓存的功能，为 AJP13 （Apache JServ 协议版本 1.3）、 FTP 、CONNECT（用于SSL ）、 HTTP /0.9、HTTP/1.0 和（自 Apache 1.3.23 起）HTTP/1.1 实现了代理功能。 该模块可以进行配置，以便针对这些协议及其他协议连接到其他代理模块。
Apache的一项强大功能是灵活的虚拟主机技术——即在单个服务器上设置多个虚拟主机。 这是一种划分不同网站和应用程序的便捷方式。 使用 mod_proxy 可以将各种基于Web 框架的应用程序设置为虚拟主机。  
mod_proxy有助于提升 LAMP（Linux、Apache、MySQL、PHP）架构的安全性，或者从 HTTP 请求中去除安全套接字层（SSL）相关设置。